# Coryphantha elephantidens
Coryphantha elephantidens är en art av kaktusväxter som först beskrevs år 1838 som Mammillaria elephantidens av den franska botanikern Charles Antoine Lemaire, vilken 1868 också gav den dess nu gällande namn. Arten ingår i släktet Coryphantha och familjen kaktusväxter.

## Underarter
Arten delas in i följande underarter:
- C. e. bumamma
- C. e. elephantidens
- C. e. greenwoodii

## Bildgalleri

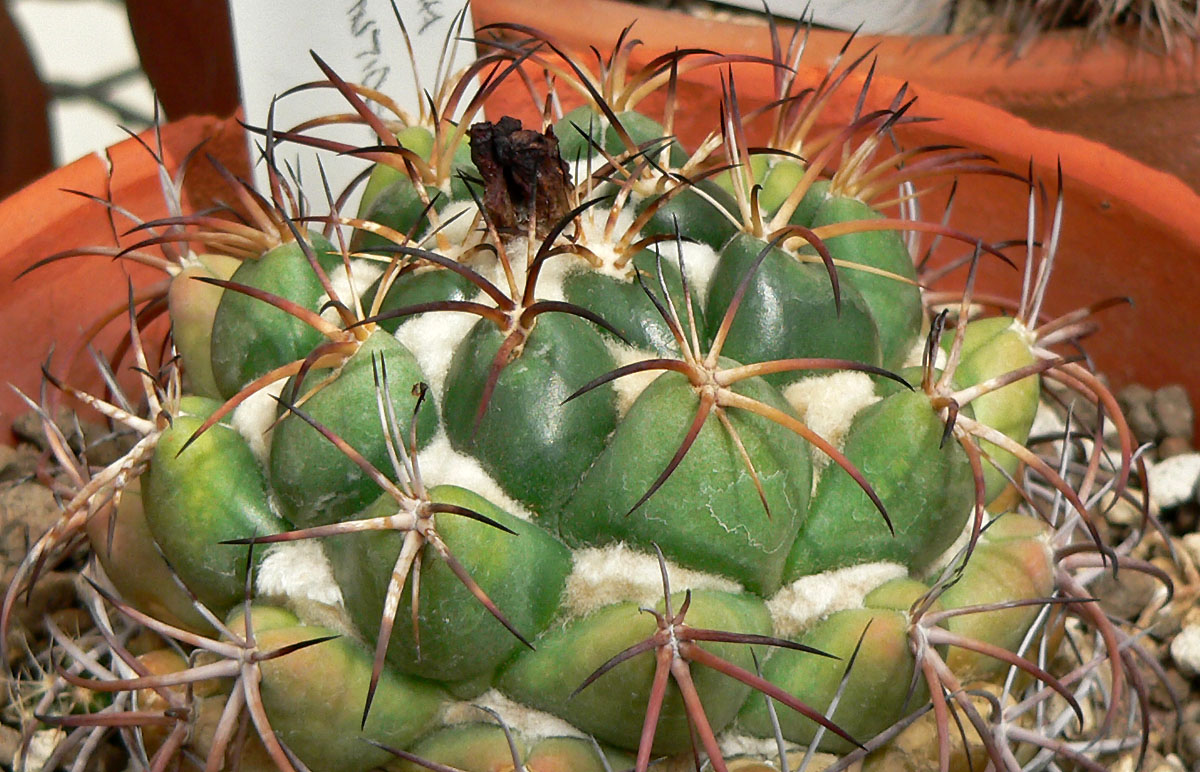
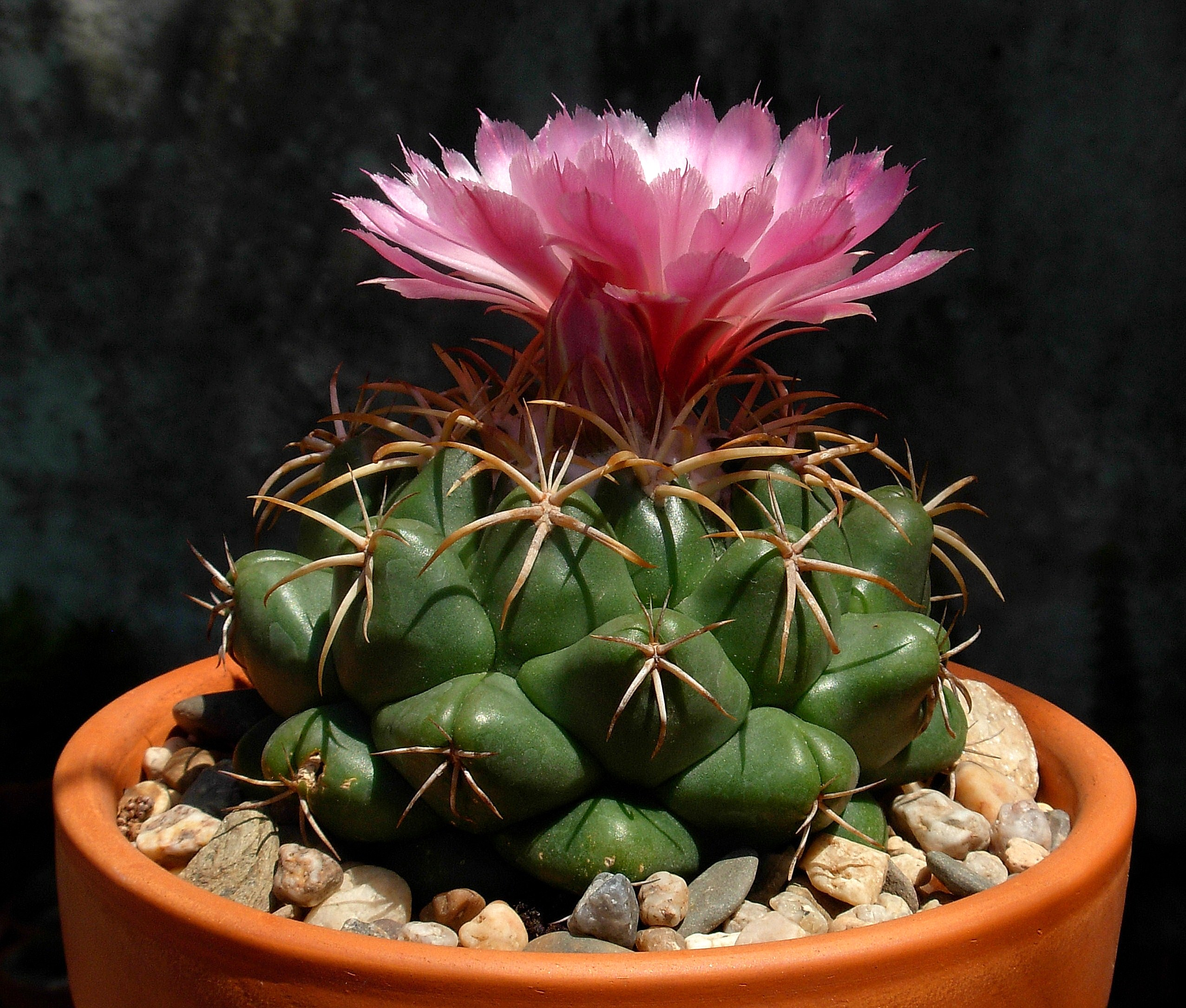
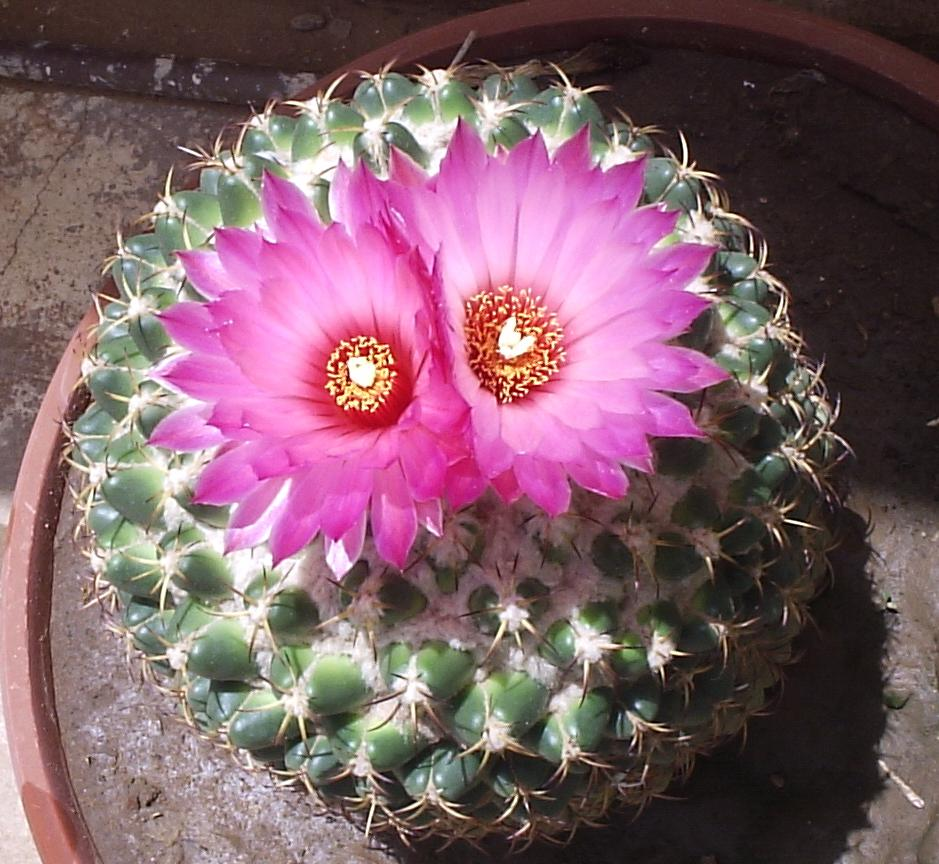
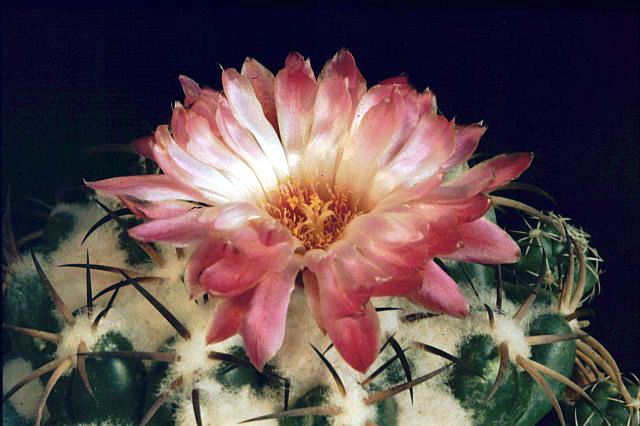